# Eleanor Neville, condesa de Northumberland
Lady Eleanor Neville (c. 1397–1472) fue la segunda hija de Ralph Neville, conde de Westmorland (c. 1364 – 1425), y su segunda esposa Juana Beaufort, hija a su vez de Juan de Gante, duque de Lancaster, y Catalina de Roet-Swynford

## Matrimonios y descendencia
Se casó en primeras nupcias con Richard le Despenser, IV barón Burghersh, nieto del hermano menor de Juan de Gante, Edmundo de Langley, duque de York. Tras la muerte prematura de su esposo, volvió a casarse con Henry Percy, II conde de Northumberland (m. primera batalla de St Albans, 1455).
Eleanor y Henry tuvieron diez hijos:
- John Percy (n. 8 de julio de 1418)
- Henry Percy, III conde de Northumberland (25 de julio de 1421 - 29 de marzo de 1461, batalla de Towton)
- Tomas Percy, I barón Egremont (29 de noviembre de 1422 - 10 de julio de 1460, batalla de Northampton)
- Lady Katherine Percy (28 de mayo de 1423 – c. 1475), esposa de Edmund Grey, I conde de Kent
- George Percy (24 de julio de 1424 – 14 de noviembre de 1474)
- Sir Ralph Percy (1425 – 25 de abril de 1464, batalla Hedgeley Moor)
- Sir Richard Percy (1426/7–29 de marzo de 1461, batalla Towton)
- William Percy, obispo de Carlisle (7 de abril de 1428 – 26 de abril de 1462)
- Anne Percy (1436–1522), casada con Thomas Hungerford de Rowden (padre de su hija Mary), con Sir Lawrence Raynesford y con Sir Hugh Vaughan
- Joan Percy